# Burgstall Windischeschenbach
Der Burgstall Windischeschenbach ist eine abgegangene mittelalterliche Niederungsburg im Talgrund des Rumpelbaches am westlichen Rand des Altortes. Sie lag rund 250 Meter westsüdwestlich der katholischen Pfarrkirche St. Emmeram von Windischeschenbach in der gleichnamigen Gemeinde im oberpfälzischen Landkreis Neustadt an der Waldnaab in Bayern. Über diese Burg sind keine geschichtlichen oder archäologischen Informationen bekannt, sie wird grob als mittelalterlich datiert. Überdauert hat von der kleinen Burg nur ein Rest eines Wallzuges. Die Stelle ist als Bodendenkmal Nummer D-3-6138-0040 „mittelalterlicher Burgstall“ geschützt.

## Beschreibung
Die Burgstelle befindet sich in rund 440 m ü. NHN Höhe unmittelbar südlich des Hauses Dammstraße 11 im Tal des Rumpelbaches, das sich heute als Gartengelände mit Teichen darstellt. Sie liegt damit nur wenige Meter nordnordwestlich des heute ebenfalls abgegangenen Schlosses Windischeschenbach.
Die vermutlich als Turmhügelburg erbaute Anlage in der flachen Talmulde hatte nach der Bayerischen Uraufnahme einen Gesamtdurchmesser von 75 Meter und bestand aus einem 30 Meter im Durchmesser messenden Hügel der von einem Ringgraben umzogen war. Diesem Graben war als weiteres Annäherungshindernis zusätzlich noch ein Außenwall vorgelegt. Heute ist nur noch ein 20 Meter langer, stark verflachter Wallbogen dieses Außenwalles erhalten geblieben.
Um den Außenwall lag nach der Uraufnahme möglicherweise noch ein weiterer, mit Wasser gefüllter Graben.